# Agent Provocateur
Agent Provocateur es el quinto álbum de estudio de la banda estadounidense-británica Foreigner, publicado por Atlantic el 14 de diciembre de 1984.
El disco incluyó el hit "I Want to Know What Love Is", balada que se convirtió en el mayor éxito en la historia del grupo, mientras que "Reaction to Action" y "That Was Yesterday" secundaron la mencionada canción, como hits menores.

## Listado de canciones
1. Tooth and Nail  (3:54)
2. That Was Yesterday  (3:46)
3. I Want to Know What Love Is [Jones]  (5:04)
4. Growing Up the Hard Way  (4:18)
5. Reaction to Action  (3:57)
6. Stranger in My Own House [Jones]  (4:56)
7. A Love in Vain  (4:12)
8. Down on Love  (4:08)
9. Two Different Worlds [Gramm]  (4:28)
10. She's Too Tough  (3:07)